# Грей (Мен)
Грей (англ. Gray) — місто (англ. town) в США, в окрузі Камберленд штату Мен. Населення — 8269 осіб (2020).

## Демографія
Згідно з переписом 2010 року, у місті мешкала 7761 особа в 3156 домогосподарствах у складі 2187 родин. Було 3841 помешкання
Расовий склад населення:
| - 97,2 % — білих - 0,7 % — чорних або афроамериканців - 0,5 % — азіатів - 0,2 % — корінних американців - 0,1 % — вихідців з тихоокеанських островів |

До двох чи більше рас належало 1,2 %. Частка іспаномовних становила 0,9 % від усіх жителів.
За віковим діапазоном населення розподілялося таким чином: 21,3 % — особи молодші 18 років, 67,9 % — особи у віці 18—64 років, 10,8 % — особи у віці 65 років та старші. Медіана віку мешканця становила 40,6 року. На 100 осіб жіночої статі у місті припадало 98,8 чоловіків;  на 100 жінок у віці від 18 років та старших — 96,6 чоловіків також старших 18 років.
Середній дохід на одне домашнє господарство  становив 82 938 доларів США (медіана — 70 962), а середній дохід на одну сім'ю — 96 902 долари (медіана — 84 893). Медіана доходів становила 47 500 доларів для чоловіків та 42 287 доларів для жінок. За межею бідності перебувало 8,8 % осіб, у тому числі 13,8 % дітей у віці до 18 років та 6,8 % осіб у віці 65 років та старших.
Цивільне працевлаштоване населення становило 4784 особи. Основні галузі зайнятості: освіта, охорона здоров'я та соціальна допомога — 26,5 %, роздрібна торгівля — 15,6 %, науковці, спеціалісти, менеджери — 12,5 %, будівництво — 10,7 %.